# Druhá vláda Paula Gautsche

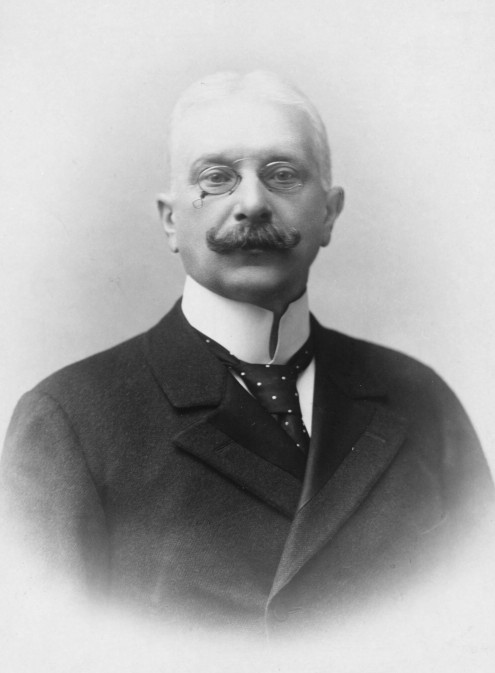
Ministerský předseda Paul Gautsch von Frankenthurn

Druhá vláda Paula Gautsche byla předlitavská vláda, úřadující od 1. ledna 1905 do 1. května 1906. Sestavil ji Paul Gautsch poté, co skončila předchozí delší dobu existující vláda Ernesta von Koerbera.

## Dobové souvislosti a činnost vlády
Vláda Paula Gautsche nastoupila ve chvíli, kdy vlivem ztráty důvěry podal demisi kabinet Ernesta von Koerbera. Ten fungoval v letech 1900-1904 a patřil i přes setrvalé národnostní neshody a časté parlamentní obstrukce k relativně úspěšným předlitavským vládám. Ernest von Koerber rezignoval na post předsedy vlády poté, co jeho plány v oblasti veřejných financí odmítl sněmovní rozpočtový výbor. Nová vláda byla utvořena v čele s Paulem Gautschem, ale většina řadových ministrů do ní přešla z předchozího Koerberova kabinetu.
Zatímco první vláda Paula Gautsche na konci 19. století měla charakter provizorního kabinetu, nyní měl Gautsch ambici vytvořit trvalejší vládní uspořádání. Měl pro to i osobnostní předpoklady, coby diplomaticky založený, opatrný člověk. Když vláda prezentovala své programové prohlášení, ustaly obstrukce a Gautsch byl hodnocen jako politik, který profituje z všeobecné únavy parlamentních frakcí z dosavadních obstrukcí.
Po několika týdnech vládnutí se ale agenda vlády začala ubírat zcela jiným směrem a dominantním rysem celé její existence se stala volební reforma. Gautschův kabinet totiž od předjaří 1905 ovlivňovaly události v Rusku, kde proběhla revoluce. Odezvou revolučního hnutí v Rusku bylo razantnější vystupování dělnických stran v Předlitavsku a stupňující se kampaň za zavedení všeobecného rovného volebního práva. Podobná otázka se řešila i v uherské části monarchie. V polovině roku 1905 se dokonce císař František Josef I. vyslovil pro možnost zavedení všeobecného volebního práva i v Uhersku. Když se ovšem pak sešla ministerská konference politiků z obou částí mocnářství, Gautsch vystupoval proti všeobecnému volebnímu právu v Uhrách. Poté, co byla tato informace zveřejněna, stal se Gautsch terčem ostré kritiky sociálně demokratických stran. V následujících měsících přibývalo demonstrací a byla vyhlášena i generální stávka. Gautsch v této situaci přislíbil všeobecné volební právo a zrušení kuriového systému v předlitavském parlamentu. Tento návrh byl v únoru 1906 předložen parlamentu ke schválení. Při následném projednávání konkrétní podoby volebního zákona se ovšem vyhrotily ideologické a etnické rozpory. Proti vládě se postavil silný Polský klub. Gautsch proto podal demisi a nastoupila krátce existující vláda Konrada Hohenloheho, která pak pokračovala v detailním upřesnění obrysů volební reformy.

## Složení vlády
| Resort                              | Ministr                             | Nástup do funkce | Konec funkce   |
| ----------------------------------- | ----------------------------------- | ---------------- | -------------- |
| ministerský předseda                | Paul Gautsch                        | 1. ledna 1905    | 1. května 1906 |
| ministr vnitra                      | Artur Bylandt-Rheidt                | 1. ledna 1905    | 1. května 1906 |
| ministr financí                     | Mansuet Kosel                       | 1. ledna 1905    | 1. května 1906 |
| ministr kultu a vyučování           | Wilhelm von Hartel                  | 1. ledna 1905    | 11. září 1905  |
| ministr kultu a vyučování           | Richard von Bienerth (správce)      | 11. září 1905    | 1. května 1906 |
| ministr spravedlnosti               | Franz Klein                         | 1. ledna 1905    | 1. května 1906 |
| ministr obchodu                     | Guido von Call                      | 1. ledna 1905    | 11. září 1905  |
| ministr obchodu                     | Leopold von Auersperg (správce)     | 11. září 1905    | 1. května 1906 |
| ministr zemědělství                 | Ferdinand Maria Heinrich von Buquoy | 1. ledna 1905    | 1. května 1906 |
| ministr zeměbrany                   | Zeno Welsersheimb                   | 1. ledna 1905    | 9. dubna 1905  |
| ministr zeměbrany                   | Franz Xaver von Schönaich           | 9. dubna 1905    | 1. května 1906 |
| ministr železnic                    | Heinrich von Wittek                 | 1. ledna 1905    | 2. května 1905 |
| ministr železnic                    | Ludwig Wrba (správce)               | 2. května 1905   | 1. května 1906 |
| ministr pro haličské záležitosti    | Leonard Piętak                      | 1. ledna 1905    | 1. května 1906 |
| český ministr-krajan                | Antonín Randa                       | 1. ledna 1905    | 1. května 1906 |
| společní ministři Rakouska-Uherska: |                                     |                  |                |
| * ministr zahraničí                 | Agenor Gołuchowski                  | 1. ledna 1905    | 1. května 1906 |
| * ministr války                     | Heinrich von Pitreich               | 1. ledna 1905    | 1. května 1906 |
| * ministr financí                   | István Burián                       | 1. ledna 1905    | 1. května 1906 |